# Mantidactylus alutus
Mantidactylus alutus là một loài ếch trong họ Mantellidae. Chúng là loài đặc hữu của Madagascar.
Các môi trường sống tự nhiên của chúng là các khu rừng vùng núi ẩm nhiệt đới hoặc cận nhiệt đới, đồng cỏ nhiệt đới hoặc cận nhiệt đới vùng ngập nước hoặc lụt theo mùa, đồng cỏ nhiệt đới hoặc cận nhiệt đới vùng đất cao, sông, sông có nước theo mùa, đất canh tác, vùng đồng cỏ, vườn nông thôn, các vùng đô thị, các khu rừng trước đây bị suy thoái nặng nề, và đất nông nghiệp có lụt theo mùa.